# Marineskole Mørvig
Marineskolen i Mørvig  (tysk: Marineschule Mürwik) er den tyske marines officersskole. Marineskolen ligger ved Flensborg Fjord i Mørvig i det nordøstlige Flensborg. 

## Historie
Efter 1900 blev den tyske marine opmærksom på Mørvig Bugt. Lidt efter lidt blev hele stranden ombygget til en større marinehavn.  Marineskole Mørvig var efter 1910 den centrale uddannelsesinstitution for tyske marineofficerer. Det "Røde Slot" blev bygget af Wilhelm 2. af Tyskland. Arkitektonisk var forbilledet ordensborgen Marienburg ved Vestpreussen. Med den mere end 200 m lange havnefront og det ca. 60 m høje tårn dominerer skolen nu store dele af den sydøstlige bred af Flensborg Fjord. Syd for marineskolens imponerende bygninger Det røde slot ved havet, lå et militærsygehus (Lazarett) og længere inde mod Flensborg by blev der bygget en skole til uddannelse af marinetelegrafister. Neden for ved vandet lå en torpedoskole, som i krigsmarinens tid blev udbygget til en flådebase. Under 2. verdenskrig var den bl.a. hjemsted for tyske ubåde. 
Marineskolen i Mørvig blev i krigens sidste dag tilflugtssted for den sidste tyske rigsregering. "Sonderbereich Mürwik" var fra 3. maj til den 23. maj 1945 den sidste tyskkontrollerede enklave i Nazityskland. Herfra indledte regeringen under ledelse af storadmiral Karl Dönitz forhandlinger om den kapitulation, der blev underskrevet den 7. maj 1945 i Reims. Det tredje Rige ophørte dermed at eksistere. Rustningsminister Albert Speer, Hitlers efterfølger storadmiral Karl Dönitz, den tyske generalstabschef generaloberst Alfred Jodl og andre højtstående regerings- og nazipartimedlemmer blev taget til fange den 23. maj 1945. 
Efter anden verdenskrig blev marineskole Mørvig delvis anvendt som pædagogisk højskole og toldskole, indtil den vesttyske Bundesmarine overtog det meste af området i 1956. Bygningerne fandt igen anvendelse til militære formål.
Efter genforeningen af Tyskland i 1990 og afslutningen af den kolde Krig var der ikke længere behov for store, militære anlæg. Selve marineskolen Mørvig beholdt dog status som den tyske marines officersskole, og bygningerne har de sidste år gennemgået en renovering for ca. 65 millioner Euro (487 millioner DKK) op til 100-årsjubilæet i 2010. Desuden er der indrettet et bibliotek, som offentligheden har adgang til tirsdag og torsdag kl. 14 – 19. Tilknyttet marineskolen findes i den gamle kommandørbolig en udstilling om den tyske marines historie fra 1848. Stedet hedder Militærhistorisk Uddannelsescentrum (på tysk = Wehrgeschichtliches Ausbildungszentrum), som private kan besøge tirsdag 14-18, legimitation/pas for adgang til militærområde er påkrævet.
Dog blev selve flådehavnen med tilhørende indretninger nedlagt efter 1990. Torpedoskolens og flådestationens bygninger er privatiseret og ombygget til bl.a. dyre lejligheder med egen sejlbådshavn. Området markedsføres som Marina Sonwik. Bygninger er ikke ændret væsentligt udvendigt og er som marineskolens bygninger fredede. Af nybygninger på området er to højhuse Lee und Luv. 
Marinetelegrafskolen er omdannet til skole for strategisk rekognoscering/opklaring (Strategische Aufklärung) og uddanner personale fra både hæren, marinen og Luftwaffe.